# П'єр Сюблейра
П'єр Сюблейра(фр. Pierre Subleyras 25 листопада, 1699, Сент-Жиль — 28 травня, 1749, Рим) — французький художник доби пізнього бароко Франції і Італії. Серед його творів — релігійний живопис, побутовий жанр, парадний портрет, натюрморт.

## Життєпис, ранні роки
Походив з родини маловідомого провінційного художника. Художні навички опановував у батька та в майстерні провінційного художника-портретиста Ануана Рівальса (1667—1735). 
За припущеннями, мав фінансову підтримку від батька і від Тулузи, що дозволило дістатися у Париж 1726 року. Через рік Сюблейра вже брав участь в конкурсі на головний приз Художньої академії. Його картина «Поклоніння мідному змію» виборола перший приз, що надав йому право на перебування у Римі коштом від академії на три-чотири роки. 1728 року він покинув Париж і Францію, як виявилось пізніше, назавжди.

## Життя і творчість у Римі
Французька академія тоді була розташована в колишньому палаці Манчіні, де і оселився Сюблейра. Молодого і майстерного художника швидко помітив герцог д'Антен (d'Antin) як вдалого портретиста. Незабаром у Сюблейра сформувалось власне коло багатих замовників, серед котрих був і посол Франції при дворі папи римського герцог де Сен-Еньян. До 1740 року він почав працювати по замовам кардинала Сільвіо Валенті Гонзага. Останній розповів про художника папі римському. Незабаром Сюблейра отримав декілька замов від папи римського. Був створений офіційний парадний портрет Бенедикта XIV та монументальний образ, відомий як «Месса Св. Василія», 1743 р. Вівтарний образ «Месса Св. Василія» був виставлений на публічні оглядини у соборі Св. Петра, що стало офіційним визнанням художника-француза у Ватикані.
Раніше Сюблейра почав працювати по замовам різних релігійних громад як у Італії, так і у Франції — без виїзду на батьківщину. Серед створених ним біблійних картин — «Диво Св. Бенедикта», «Містичні заручини Св. Катерини», декілька ескізів до вівтаря «Месса Св. Василія», «Мадонна зі св. Марією Магдалиною, Філіппом Нері і св. Евсевієм», «Св. Козьма і Даміан», «Св. Єронім». Був відомий також як портретист римських аристократичних родин та іноземних аристократів-візітерів. Серед них — «Кардинал Сільвіо Валенті Гонзага», «Дон Чезаре Бенвенуті», «Хорас Волпол», син прем'єр-міністра Великої Британії тощо.
1739 року Сюблейра узяв шлюб у Римі з сеньйорою Марією Феліче Тібальді.
Художник мав слабке здоров'я. Відвідав Неаполь з метою лікування, але не отримав полегшення. Він помер у Римі 1749 року.
Місце відомого римського портретиста по смерті Сюблейра посів Помпео Батоні. Смерть Сюблейра позбавила його від могутнього і талановитого конкурента.

## Особливості П'єра Сюблейра
Життєпис Сюблейра має деякі паралелі з життям уславленого Ніколя Пуссена. Обидва провінціали, що вибороли перше визнання в Парижі. Але перебрались на житло у Рим, де пройшла більша частина їх творчості і життя. Якщо Пуссен вимушено повертався у Париж за наказом короля, то Сюблейр практично натуралізувався у Римі і мав впливових покровителів серед папського двору і самого папи римського. Мимоволі П'єр Сюблейра продовжив «традицію», котру започаткували французи-художники Ніколя Пуссен , Клод Лоррен, Валантен де Булонь, що назавжди оселились в Італії і вибороли визнання у місцевої аристократії чи навіть при папському дворі.
Власні особливості мала і художня манера Сюблейра. Він народився у той же рік, що і Жан Батист Сімеон Шарден (1699—1779), уславлений майстер натюрморту. Але від скромного і стриманого у композиціях Шардена відрізнявся прихильністю до динамічних композицій, до еротичних сцен у побутовому жанрі і до релігійних картин.
Як художник Сюблейра мав мінімальні впливи французького класицизму чи рококо і працював в стилістиці пізнього бароко, такого характерного для мистецтва Італії першої половини XVIII ст.

## Вибрані твори
- «Автопортрет», 1746, Відень
- «Алегорія Юстиції»
- «Закохана пара»
- «Марія Барбара Браганца»
- «Диво Св. Бенедикта»
- «Містичні заручини Св. Катерини»
- «Месса Св. Василія», 1743 р., ескіз, Ермітаж, Санкт-Петербург
- «Кардинал Сільвіо Валенті Гонзага»
- «Майстерня художника Сюблейра», Академія образотворчих мистецтв (Відень)
- «Хорас Волпол», Лідс, Музей і галерея
- «Дон Чезаре Бенвенуті»
- «Св. Амброзій хрестить імператора Теодозія Флавія»
- «Портрет князя д'Еньяна» (посол Франції при папському дворі)
- «Портрет дружини художника Сюблейра»
- «Христос малюк і сім янголів»
- «Папа римський Бенедикт XIV», погруддя, 1746, Музей мистецтва Метрополітен, Нью-Йорк
- «Портрет невідомого з книгою», 1745 р.
- «Марія Феліче Тібальді», 1749 р., Художній музей Ворчестер
- «Сивілла»
- «Розп'яття апостола Петра»
- «Пані допоможе глибоке внутрішнє обстеження»

## Галерея вибраних творів

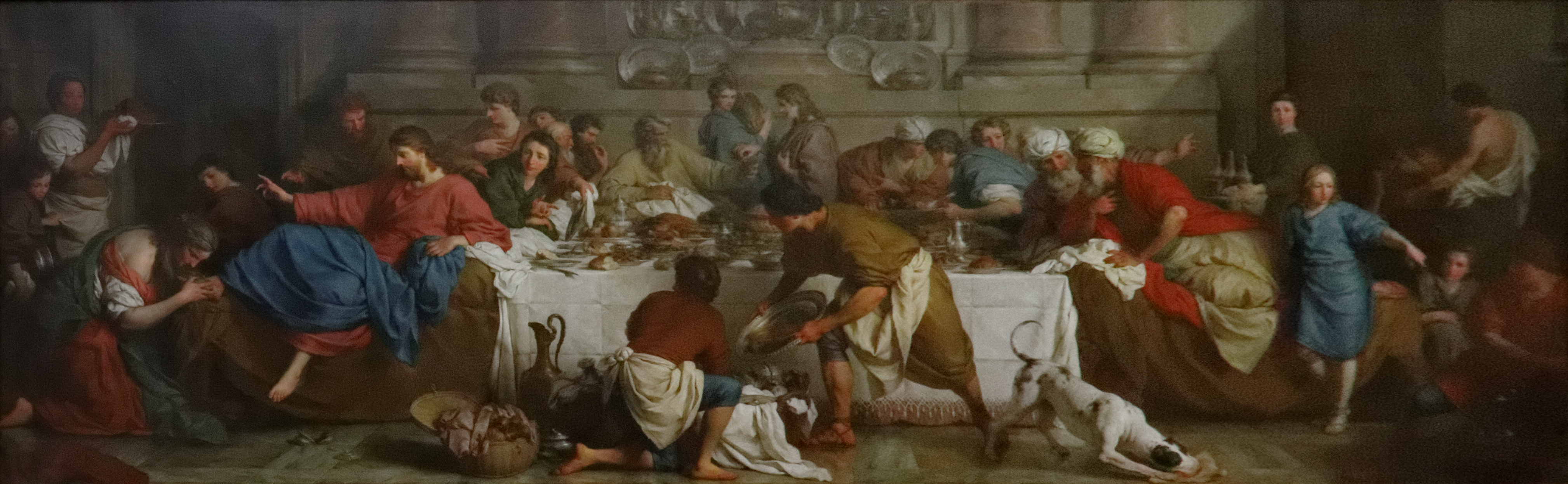
«Подія з Христом під час бенкету у Симона фарісея», 1737 р., Лувр, Париж.

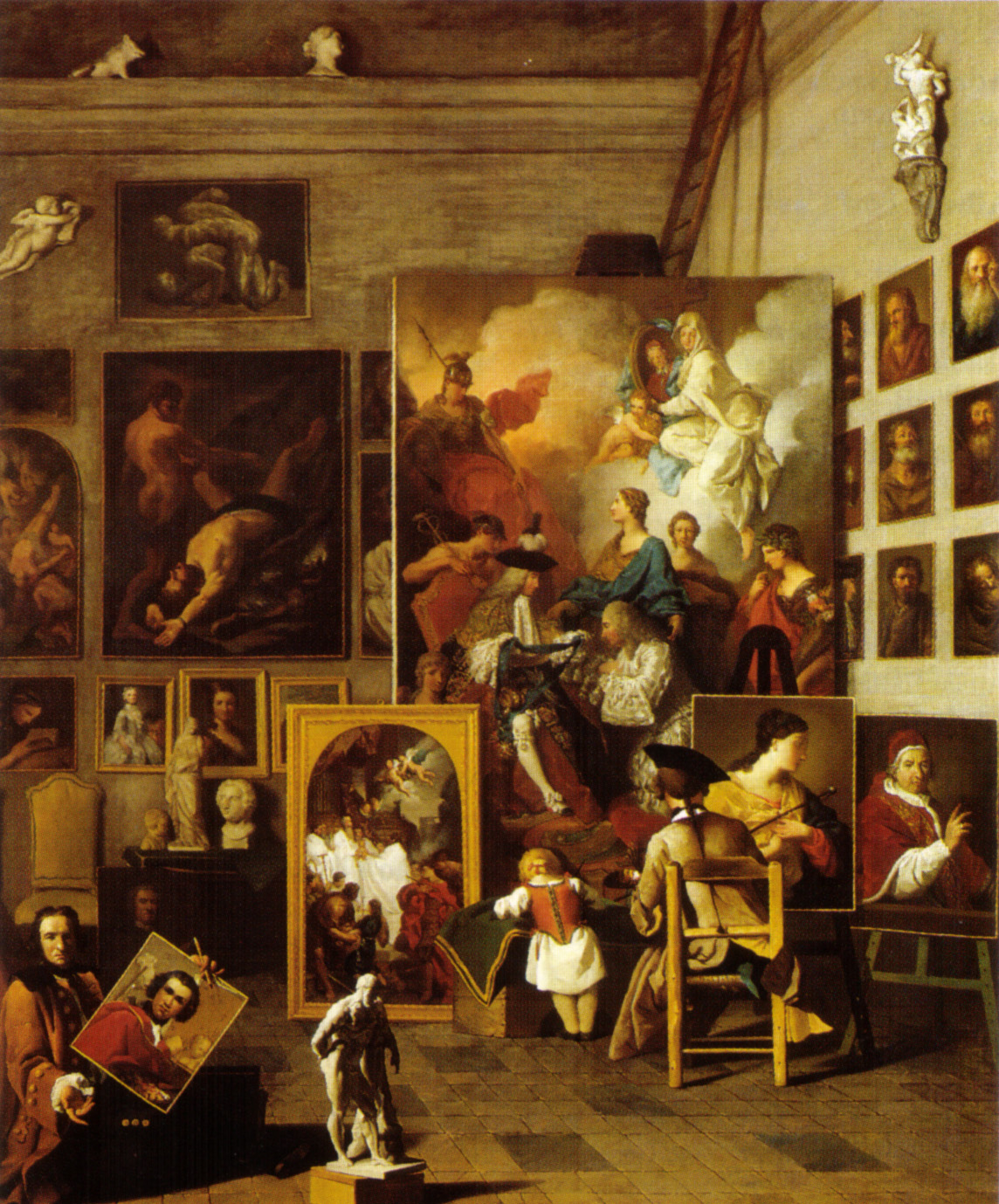
«Майстерня художника Сюблейра», Академія образотворчих мистецтв (Відень).

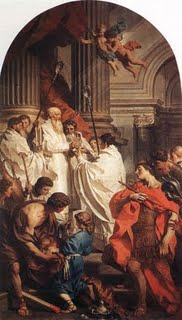
«Месса Св. Василія», 1743 р., ескіз, Ермітаж, Санкт-Петербург
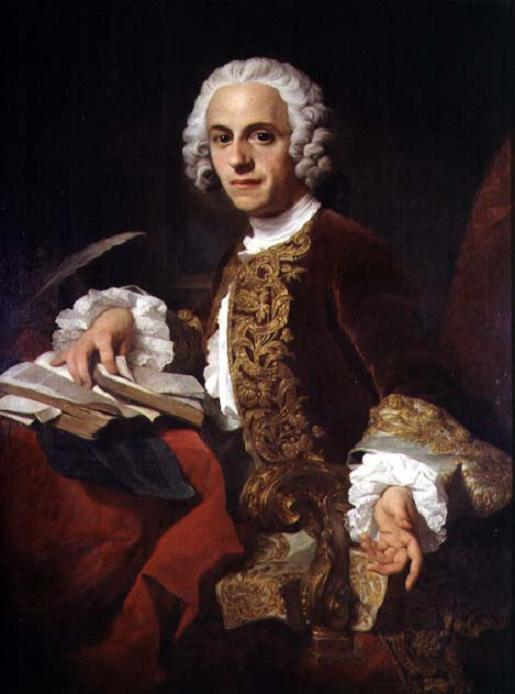
«Хорас Волпол», Лідс, Музей і галерея
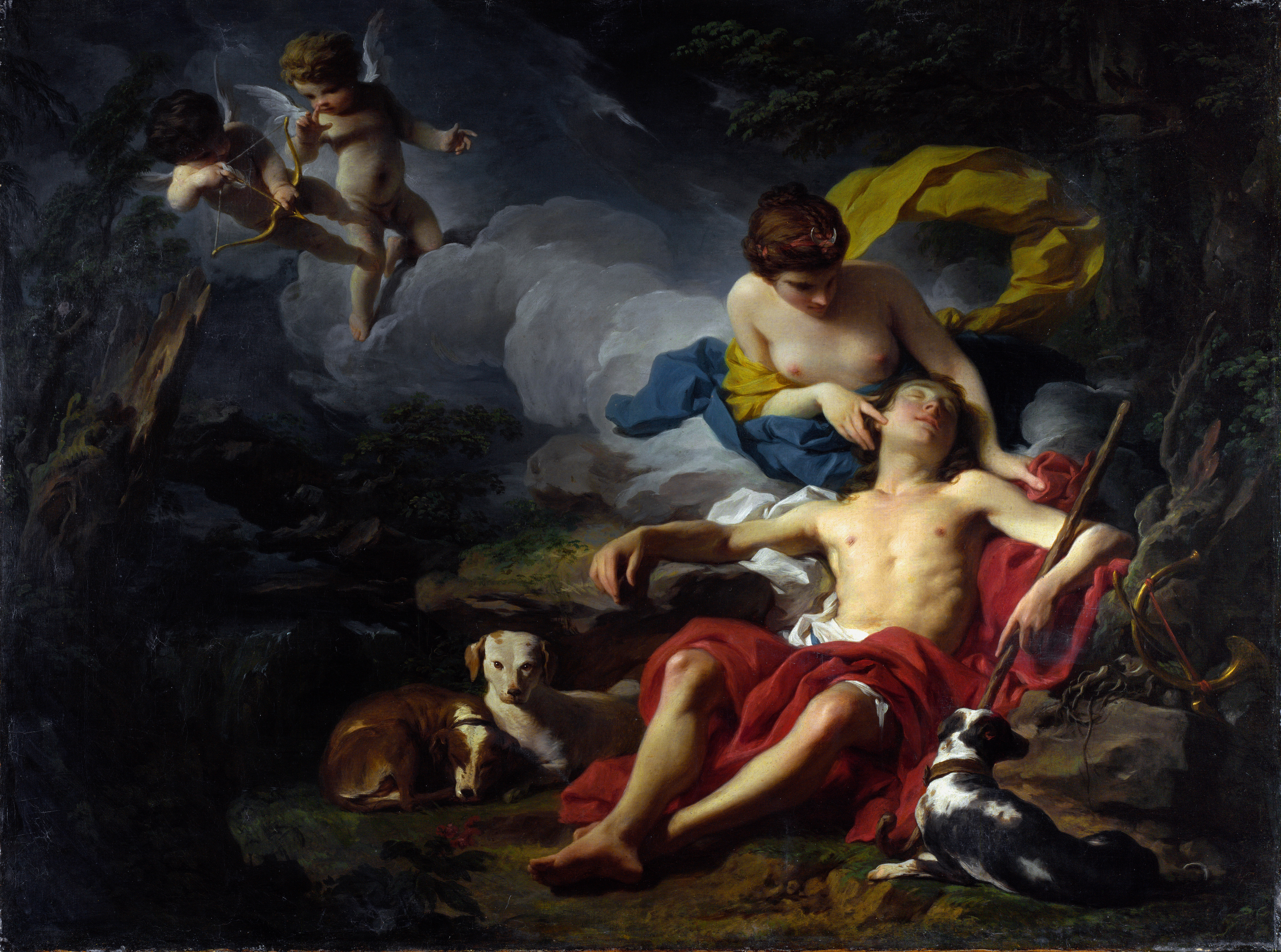
«Діана і Ендіміон», 1740 р.
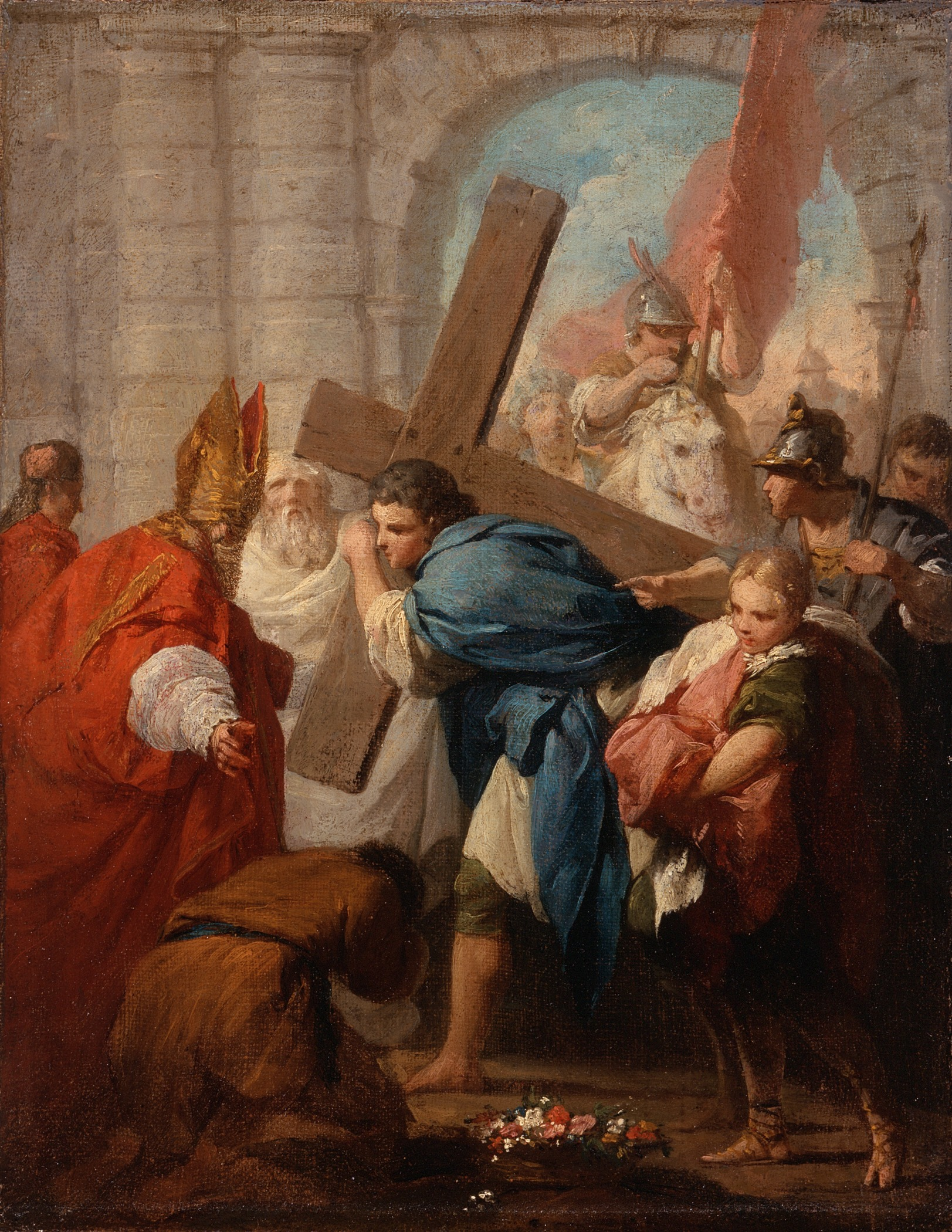
«Несення креста Іраклієм», 1728 р., Лос-Анжелес